# Campeonato Uruguayo de Primera División 2001
El Campeonato Uruguayo 2001 fue el 97° torneo de primera división del fútbol uruguayo, correspondiente al año 2001. El torneo contó con la participación de 18 equipos.

## Sistema de disputa
A diferencia de la temporada anterior, en el 2001 se instauró una nueva forma de disputa. La principal reforma fue la de disputar un Torneo Clasificatorio previo a la disputa por el campeonato y los descensos.

### El Clasificatorio
Este torneo de carácter clasificatorio, como lo indica su nombre, fue disputado por los 18 equipos de primera división durante el primer semestre de 2001 a una sola rueda todos contra todos. A su vez, los 18 equipos fueron separados en 3 grupos de la siguiente forma: los 13 equipos de Montevideo (capital uruguaya) fueron divididos en 2 grupos (uno de 7 y otro de 6) y los 5 equipos no capitalinos en un tercer grupo aparte.
Reglas de puntuación:
- Para las tablas de posiciones de los grupos solo se contabilizaban los partidos disputados entre los integrantes del grupo.
- Para la Tabla General del Torneo Clasificatorio se contablizaban todos los partidos disputados.

Reglas de clasificación:
- El primer equipo en la Tabla General clasificaría directamente a la Copa Libertadores 2002.
- Clasificarían a la Zona Campeonato:
  - El primer y segundo equipo de cada grupo (6 equipos en total).
  - Los mejores cuatro equipos en la Tabla General sin contar los 6 equipos clasificados a través de los grupos.
- Los 8 equipos restantes disputarían la Permanecía para definir los descensos a Segunda división.

### Apertura, Clausura y Permanencia
Durante el segundo semestre de 2001 se disputaría la Zona Campeonato a través de los torneos Apertura y Clausura, y paralelamente la Zona Permanencia.
Para la Zona Permanencia los 8 equipos que la disputarían arrastrarían el puntaje obtenido en el Clasificatorio. Jugarían dos rondas todos contra todos, y descenderían:
- Los 2 equipos peor posicionados de Montevideo.
- El equipo peor posicionado del interior (no montevideano).

Por otro lado los 10 equipos que se disputarían la obtención del título uruguayo, jugarían separadamente los torneos Apertura y Clausura sin arrastrar los puntos del Clasificatorio. Finalmente los ganadores de ambos torneos jugarían una serie final mano a mano para definir el Campeón Uruguayo 2001.

## Torneo Clasificatorio

### Grupo A
| Puesto | Equipo      | Pts | PJ | PG | PE | PP | GF | GC | Dif |
| ------ | ----------- | --- | -- | -- | -- | -- | -- | -- | --- |
| 1°     | Nacional    | 13  | 6  | 4  | 1  | 1  | 13 | 6  | 7   |
| 2°     | Danubio     | 13  | 6  | 4  | 1  | 1  | 14 | 9  | 5   |
| 3°     | Bella Vista | 11  | 6  | 3  | 2  | 1  | 13 | 7  | 6   |
| 4°     | Cerro       | 8   | 6  | 2  | 2  | 2  | 10 | 7  | 3   |
| 5°     | Fénix       | 7   | 6  | 2  | 1  | 3  | 8  | 9  | -1  |
| 6°     | Rentistas   | 6   | 6  | 2  | 0  | 4  | 5  | 12 | -7  |
| 7°     | River Plate | 1   | 6  | 0  | 1  | 5  | 4  | 17 | -13 |

### Grupo B
| Puesto | Equipo               | Pts | PJ | PG | PE | PP | GF | GC | Dif |
| ------ | -------------------- | --- | -- | -- | -- | -- | -- | -- | --- |
| 1°     | Peñarol              | 13  | 5  | 4  | 1  | 0  | 8  | 3  | 5   |
| 2°     | Defensor Sporting    | 7   | 5  | 2  | 1  | 2  | 10 | 9  | 1   |
| 3°     | Central Español      | 7   | 5  | 2  | 1  | 2  | 10 | 9  | 1   |
| 4°     | Racing               | 7   | 5  | 2  | 1  | 2  | 5  | 7  | -2  |
| 5°     | Montevideo Wanderers | 5   | 5  | 1  | 2  | 2  | 9  | 11 | -2  |
| 6°     | Huracán Buceo        | 2   | 5  | 0  | 2  | 3  | 5  | 8  | -3  |

### Grupo C
| Puesto | Equipo               | Pts | PJ | PG | PE | PP | GF | GC | Dif |
| ------ | -------------------- | --- | -- | -- | -- | -- | -- | -- | --- |
| 1°     | Juventud             | 7   | 4  | 2  | 1  | 1  | 5  | 3  | 2   |
| 2°     | Paysandú Bella Vista | 5   | 4  | 1  | 2  | 1  | 3  | 3  | 0   |
| 3°     | Deportivo Maldonado  | 5   | 4  | 1  | 2  | 1  | 2  | 2  | 0   |
| 4°     | Tacuarembó           | 5   | 4  | 1  | 2  | 1  | 4  | 5  | -1  |
| 5°     | Rocha                | 4   | 4  | 1  | 1  | 2  | 5  | 6  | -1  |

### Tabla general
| Puesto | Equipo               | Pts | PJ | PG | PE | PP | GF | GC | Dif |
| ------ | -------------------- | --- | -- | -- | -- | -- | -- | -- | --- |
| 1°     | Peñarol              | 39  | 17 | 12 | 3  | 2  | 30 | 16 | 14  |
| 2°     | Danubio              | 38  | 17 | 11 | 5  | 1  | 42 | 24 | 18  |
| 3°     | Defensor Sporting    | 36  | 17 | 11 | 3  | 3  | 42 | 22 | 20  |
| 4°     | Nacional             | 31  | 17 | 8  | 7  | 2  | 37 | 20 | 17  |
| 5°     | Bella Vista          | 31  | 17 | 9  | 4  | 4  | 36 | 24 | 12  |
| 6°     | Fénix                | 29  | 17 | 9  | 2  | 6  | 31 | 21 | 10  |
| 7°     | Montevideo Wanderers | 27  | 17 | 7  | 6  | 4  | 27 | 20 | 7   |
| 8°     | Tacuarembó           | 22  | 17 | 5  | 7  | 5  | 22 | 22 | 0   |
| 9°     | Central Español      | 20  | 17 | 5  | 5  | 7  | 27 | 26 | 1   |
| 10°    | Racing               | 20  | 17 | 5  | 5  | 7  | 18 | 24 | -6  |
| 11°    | Cerro                | 19  | 17 | 5  | 4  | 8  | 23 | 20 | 3   |
| 12°    | Juventud             | 18  | 17 | 5  | 3  | 9  | 16 | 24 | -8  |
| 13°    | Rentistas            | 18  | 17 | 5  | 3  | 9  | 14 | 29 | -15 |
| 14°    | Paysandú Bella Vista | 16  | 17 | 3  | 7  | 7  | 15 | 26 | -11 |
| 15°    | Huracán Buceo        | 15  | 17 | 3  | 6  | 8  | 25 | 31 | -6  |
| 16°    | River Plate          | 15  | 17 | 3  | 6  | 8  | 11 | 25 | -14 |
| 17°    | Deportivo Maldonado  | 14  | 17 | 3  | 5  | 9  | 13 | 32 | -19 |
| 18°    | Rocha                | 9   | 17 | 2  | 3  | 12 | 17 | 40 | -23 |

|  | Clasifica a la Copa Libertadores 2002 como Uruguay 2. |
|  | Clasificados a la Zona Campeonato.                    |

## Zona Campeonato

### Torneo Apertura
| Puesto | Equipo               | Pts | PJ | PG | PE | PP | GF | GC | Dif |
| ------ | -------------------- | --- | -- | -- | -- | -- | -- | -- | --- |
| 1°     | Danubio              | 22  | 9  | 7  | 1  | 1  | 17 | 4  | 13  |
| 2°     | Peñarol              | 21  | 9  | 6  | 3  | 0  | 18 | 7  | 11  |
| 3°     | Nacional             | 18  | 9  | 6  | 0  | 3  | 15 | 9  | 6   |
| 4°     | Montevideo Wanderers | 17  | 9  | 5  | 2  | 2  | 14 | 11 | 3   |
| 5°     | Defensor Sporting    | 13  | 9  | 3  | 4  | 2  | 20 | 15 | 5   |
| 6°     | Fénix                | 13  | 9  | 4  | 1  | 4  | 16 | 13 | 3   |
| 7°     | Tacuarembó           | 8   | 9  | 2  | 2  | 5  | 9  | 14 | -5  |
| 8°     | Bella Vista          | 6   | 9  | 2  | 0  | 7  | 12 | 20 | -8  |
| 9°     | Paysandú Bella Vista | 5   | 9  | 1  | 2  | 6  | 5  | 19 | -14 |
| 10°    | Juventud             | 4   | 9  | 1  | 1  | 7  | 10 | 24 | -14 |

|  | Ganador del Torneo Apertura, avanza a la Final por el Campeonato. |

### Torneo Clausura
| Puesto | Equipo               | Pts | PJ | PG | PE | PP | GF | GC | Dif |
| ------ | -------------------- | --- | -- | -- | -- | -- | -- | -- | --- |
| 1°     | Nacional             | 21  | 9  | 6  | 3  | 0  | 19 | 7  | 12  |
| 2°     | Danubio              | 18  | 9  | 6  | 0  | 3  | 19 | 13 | 6   |
| 3°     | Peñarol              | 16  | 9  | 5  | 1  | 3  | 11 | 10 | 1   |
| 4°     | Defensor Sporting    | 13  | 9  | 4  | 1  | 4  | 15 | 18 | -3  |
| 5°     | Montevideo Wanderers | 12  | 9  | 3  | 3  | 3  | 12 | 10 | 2   |
| 6°     | Juventud             | 10  | 9  | 3  | 4  | 2  | 12 | 11 | 1   |
| 7°     | Tacuarembó           | 10  | 9  | 3  | 1  | 5  | 9  | 9  | 0   |
| 8°     | Fénix                | 10  | 9  | 2  | 4  | 3  | 10 | 12 | -2  |
| 9°     | Paysandú Bella Vista | 9   | 9  | 2  | 3  | 4  | 13 | 18 | -5  |
| 10°    | Bella Vista          | 3   | 9  | 1  | 0  | 8  | 8  | 20 | -12 |

|  | Ganador del Torneo Clausura, avanza a la Final por el Campeonato. |

### Final
| 2 de diciembre de 2001 | Nacional                | 2:2 (2:2) | Danubio                           | Estadio Centenario, Montevideo |                             |
|                        | Abreu 32' · Vanzini 36' | Reporte   | Cardozo 11' (a.g.) · Da Silva 15' | Árbitro(s): Jorge Larrionda    | Árbitro(s): Jorge Larrionda |

| 5 de diciembre de 2001      | Danubio    | 1:2 (1:1) | Nacional               | Campus Municipal, Maldonado |                          |
|                             | Olivera 3' | Reporte   | Abreu 18' · Varela 60' | Árbitro(s): Saúl Feldman    | Árbitro(s): Saúl Feldman |
| Nacional gana 4-1 en puntos |            |           |                        |                             |                          |

|                                             |
| Uruguay                                     |
| Campeón Uruguayo 2001 Nacional 38.vo título |

## Zona Permanencia
| Puesto | Equipo              | Pts | PJ | PG | PE | PP | GF | GC | Dif |
| ------ | ------------------- | --- | -- | -- | -- | -- | -- | -- | --- |
| 11°    | Central Español     | 48  | 31 | 13 | 9  | 9  | 49 | 35 | 14  |
| 12°    | Cerro               | 44  | 31 | 12 | 8  | 11 | 48 | 36 | 12  |
| 13°    | River Plate         | 37  | 31 | 8  | 13 | 10 | 25 | 37 | -12 |
| 14°    | Deportivo Maldonado | 33  | 31 | 8  | 9  | 14 | 31 | 49 | -18 |
| 15°    | Racing              | 33  | 31 | 7  | 12 | 12 | 32 | 45 | -13 |
| 16°    | Rentistas           | 31  | 31 | 8  | 7  | 16 | 29 | 51 | -22 |
| 17°    | Rocha               | 26  | 31 | 6  | 8  | 17 | 35 | 59 | -24 |
| 18°    | Huracán Buceo       | 26  | 31 | 5  | 11 | 15 | 37 | 53 | -16 |

|  | Desciende a la Segunda División como el peor equipo no capitalino.        |
|  | Descienden a la Segunda División como los dos peores equipos capitalinos. |

## Clasificación a torneos continentales
Nacional clasificó a la Copa Libertadores 2002 como Uruguay 1 por ser el campeón uruguayo. Peñarol por su parte también clasificó como Uruguay 2 por haber ganado el Torneo Clasificatorio.
El tercer clasificado de Uruguay será el ganador de la Liguilla Pre-Libertadores 2001.
Los clasificados para disputar dicha Liguilla se obtienen de la Tabla Anual.

### Tabla Anual (Acumulada)
La tabla anual se compone de la suma de los puntos obtenidos en la Tabla General del Clasificatorio, en el Apertura y el Clausura. Los cuatro mejores equipos (sin contar a Nacional y Peñarol, ya clasificados para la Libertadores) jugarán la Liguilla.
| Puesto | Equipo               | Pts | PJ | PG | PE | PP | GF | GC | Dif |
| ------ | -------------------- | --- | -- | -- | -- | -- | -- | -- | --- |
| 1°     | Danubio              | 78  | 35 | 24 | 6  | 5  | 78 | 41 | 37  |
| 2°     | Peñarol              | 76  | 35 | 23 | 7  | 5  | 59 | 33 | 26  |
| 3°     | Nacional             | 70  | 35 | 20 | 10 | 5  | 71 | 36 | 35  |
| 4°     | Defensor Sporting    | 62  | 35 | 18 | 8  | 9  | 77 | 55 | 22  |
| 5°     | Montevideo Wanderers | 56  | 35 | 15 | 11 | 9  | 53 | 41 | 12  |
| 6°     | Fénix                | 52  | 35 | 15 | 7  | 13 | 57 | 46 | 11  |
| 7°     | Bella Vista          | 40  | 35 | 12 | 4  | 19 | 56 | 64 | -8  |
| 8°     | Tacuarembó           | 40  | 35 | 10 | 10 | 15 | 40 | 45 | -5  |
| 9°     | Juventud             | 32  | 35 | 9  | 8  | 18 | 38 | 59 | -21 |
| 10°    | Paysandú Bella Vista | 30  | 35 | 6  | 12 | 17 | 33 | 63 | -30 |

|  | Clasifican a la Liguilla Pre-Libertadores. |

### Liguilla Pre-Libertadores
| Puesto | Equipo               | Pts | PJ | PG | PE | PP | GF | GC | Dif |
| ------ | -------------------- | --- | -- | -- | -- | -- | -- | -- | --- |
| 1°     | Montevideo Wanderers | 7   | 3  | 2  | 1  | 0  | 8  | 2  | 6   |
| 2°     | Defensor Sporting    | 5   | 3  | 1  | 2  | 0  | 5  | 3  | 2   |
| 3°     | Danubio              | 4   | 3  | 1  | 1  | 1  | 4  | 6  | -2  |
| 4°     | Fénix                | 0   | 3  | 0  | 0  | 3  | 2  | 8  | -6  |

|  | Clasifica a la Copa Libertadores 2002 como Uruguay 3. |

| Uruguay                                                |
| Campeón Liguilla 2001 Montevideo Wanderers 2.do título |

### Equipos clasificados

#### Copa Libertadores 2002
|   | Equipo               | Clasificación como                         |
| - | -------------------- | ------------------------------------------ |
| 1 | Nacional             | Campeón Primera División 2001              |
| 2 | Peñarol              | 1° puesto en el Torneo Clasificatorio 2001 |
| 3 | Montevideo Wanderers | Campeón Liguilla 2001                      |

#### Copa Sudamericana 2002
|   | Equipo   | Clasificación como               |
| - | -------- | -------------------------------- |
| 1 | Nacional | Campeón Primera División 2001    |
| 2 | Danubio  | Subcampeón Primera División 2001 |